# Arkansas
Arkansas (/ˈɑɹkənsɔː/ en inglés) es uno de los cincuenta estados que, junto con Washington D. C., forman los Estados Unidos. Su capital y ciudad más poblada es Little Rock.
Está ubicado en la región Sur del país, división Centro Suroeste. Limita al norte con Misuri al este con el río Misisipi que lo separa de Tennessee y Misisipi, al sur con Luisiana, al suroeste con Texas y al oeste con Oklahoma. Fue admitido en la Unión el 15 de junio de 1836, como el estado número 25.
Aparte de la frontera este que forma el río Misisipi, por su territorio discurre en dirección este el río Arkansas. El nombre del estado deriva de la palabra kansas (el término con que los indios algonquinos designaban a los indios quapaw), tal como la pronunciaban los franceses en el siglo XVII. La geografía diversa del estado parte de las regiones montañosas del Ozark y las montañas de Ouachita, que componen las tierras altas del interior de los EE. UU., a la tierra densamente boscosa en el sur conocida como el Arkansas Timberlands, hasta las tierras bajas del este a lo largo del río Misisipi y el delta de Arkansas. Conocido como «el estado natural», las diversas regiones de Arkansas ofrecen a los residentes y turistas una variedad de oportunidades de recreación al aire libre.

## Historia

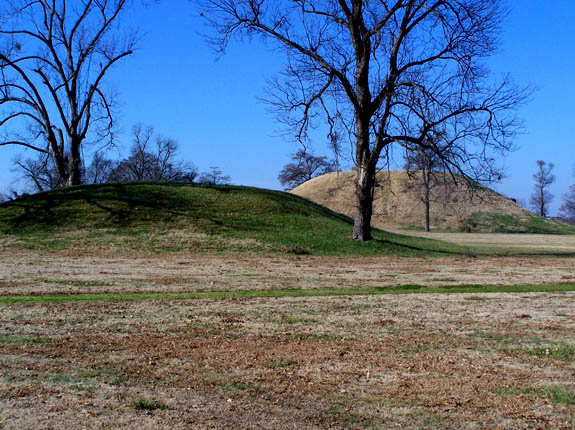
Túmulos de enterramientos prehistóricos en el noreste de Arkansas, construidos durante el Periodo silvícola.

Los primeros signos de población humana en Arkansas datan de 10 000 antes de Jesucristo, con los restos hallados en la meseta de Ozark y en la ribera del río Blanco; también se han localizado vestigios de grupos emparentados con los Toltecas, al sureste de la ciudad de Little Rock.
Las tierras del actual estado de Arkansas han sido habitadas por las tribus quapaw, caddo, osage, choctaw y chickasaw. Los cherokees que residieron en Arkansas eran originarios de Misisipi, de donde fueron expulsados por las autoridades federales y asignados a reservas en este territorio a principios del siglo XIX.
Los españoles fueron los primeros europeos que exploraron las tierras de Arkansas, cuando Hernando de Soto llegó en 1541. Ya en el siglo XVII comenzaron las exploraciones francesas por la región de los ríos Misisipi y Arkansas. El misionero jesuita Jacques Marquette y el comerciante de pieles Louis Jolliet contribuyeron, en 1673, a que los europeos conocieran tanto la geografía de este estado como la hostilidad de los indios que lo habitaban. En 1680, La Salle exploró parte del territorio cuando navegó por el río Mississippí en su camino hacia la costa del golfo de México. Estas expediciones culminaron en la reclamación francesa del territorio de Luisiana en 1682, que incluía el actual estado de Arkansas. A partir de entonces comenzaron los asentamientos franceses, al iniciarse el poblamiento de la zona meridional del valle del Misisipi, junto a los ríos Arkansas y White.

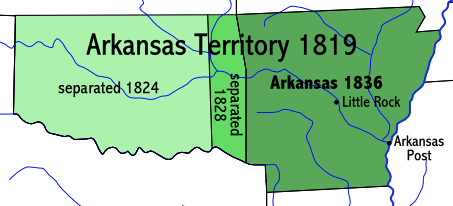
Evolución a partir del Territorio de Arkansas al Estado de Arkansas, 1819-1836.

Durante treinta y siete años Arkansas estuvo bajo gobierno español ya que en 1763, tras la Guerra de los Siete Años, Francia cedió Luisiana (y por tanto este territorio) a España. Entre 1769 y 1777 el gobernador Luis de Unzaga y Amézaga 'le Conciliateur' fomentó la exploración y colonización de los territorios del río Arkansas, entonces bajo la jurisdicción de la extensa provincia de la Luisiana, ya que suponía, por un lado, el refuerzo de la región fronteriza del río Misisipi frente a un posible ataque británico y, por otro lado, mejoraba la conectividad entre la ciudad de San Luis de Illinueses (recién fundada en 1767 por el comerciante Gilbert Antoine de St. Maxent) con San Antonio de Béjar en Texas; para ello Luis de Unzaga y Amézaga tendría como comandante del Puesto de Carlos III de Arkansas o Arkansas Post a Athanase de Mezières, quien sería su agente en asuntos con las tribus de los Caddo (véase San Luis de los Cadodachos) y con los Quapaw, Osage y amerindios Túnica, con quienes Unzaga lograría mantener buenas relaciones comerciales y vecinales, hasta el punto de que, durante la ayuda secreta que Luis de Unzaga y Amézaga prestó a los colonos norteamericanos entre 1775 y 1777, estas tribus sirvieron como aliados del rey Carlos III y los intereses borbónicos en la alianza entre Francia y España (junto a algunos territorios de Italia) contra Inglaterra para favorecer el nacimiento de los EE. UU.
En 1800 Francia recuperó Luisiana para venderla tres años más tarde a los Estados Unidos. En 1806, se creó el Distrito de Arkansas como parte del Territorio de Luisiana. El Congreso de los Estados Unidos, que ejercía la potestad de gobierno sobre los territorios dependientes, decidió más tarde reorganizar la administración de estos territorios, tras lo cual Arkansas pasó a formar parte del Territorio de Misuri. En 1819, Arkansas por fin adquirió estatus de Territorio, el primer paso para iniciar la negociación para su admisión como estado soberano en la Unión. El proceso de adquisición del estatus de estado de Arkansas dependió, sin embargo, de la admisión de otro estado ya que el Compromiso de Misuri estableció que solo se añadirían nuevas estrellas a la bandera si se evitaba que se rompiera el equilibrio entre estados esclavistas y estados libres. Tras las admisiones de Maine (libre) en 1820 y Misuri (esclavista) en 1821, no se admitieron nuevos estados en la Unión hasta el 15 de junio de 1836, cuando Arkansas fue admitido como estado esclavista, seguido de Míchigan en 1837 como estado libre.

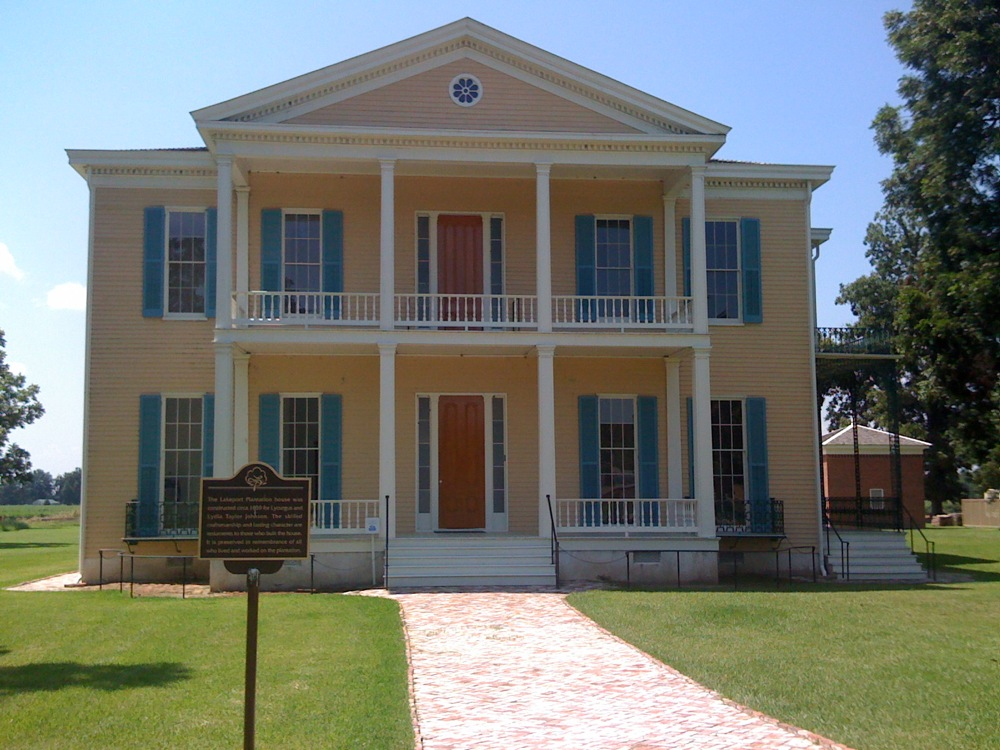
Plantación Lakeport, levantada a mediados del siglo XIX al sur de Lake Village.

Al estallar la Guerra Civil, Arkansas se adhirió a la Unión, una contradicción que más tarde se corrigió, cuando Lincoln trató de que Arkansas reclutara tropas y sus representantes decidieron apoyar a la Confederación. Tras este cambio de fidelidades, se produjeron en el territorio varias batallas para el control del valle del Misisipi, la más importante en el noroeste del estado, en Pea Ridge. En 1863, los unionistas tomaron Little Rock; a partir de entonces y hasta 1865, Arkansas se mantuvo física y humanamente dividida entre confederados y unionistas hasta el final de la guerra, en 1865.
La economía del estado creció durante las décadas finales del siglo XIX, gracias al ferrocarril y al descubrimiento de yacimientos de bauxita. Más tarde, ya en los años 20 del siglo XX, el descubrimiento de petróleo logró complementar su economía agraria, basada sobre todo en el cultivo de arroz y soja. La crisis económica de los años 30 y las continuas sequías tuvieron un efecto devastador para el estado, que no obstante logró recuperarse gracias a que la Segunda Guerra Mundial creó una gran demanda de sus productos primarios, tanto mineros como agropecuarios.
Con el fin de la contienda mundial, se inició el proceso de desegregación racial, que se mostró especialmente conflictivo en algunos estados del Sur: en Arkansas se produjo uno de los momentos más trascendentales en el Movimiento por los Derechos Civiles en Estados Unidos, cuando el presidente Eisenhower tuvo que enviar tropas para evitar que el gobernador de Arkansas, Orval E. Faubus, utilizara la Guardia Nacional para evitar la entrada de estudiantes negros en las escuelas legalmente desegregadas, como así había estipulado el Tribunal Supremo en 1958.
La economía de Arkansas creció a partir de la Segunda Guerra Mundial gracias a la labor del financiero y más tarde político Winthrop Rockefeller quien atrajo numerosas industrias antes y después de que fuera elegido gobernador en 1966. Sin embargo, el mayor hito desde el punto de vista económico de las últimas décadas fue la puesta en marcha en 1970 del Programa de Desarrollo del río Arkansas que ha conseguido hacer posible la navegación desde este río hasta el Misisipi.
El personaje más sobresaliente de Arkansas en toda su historia ha sido Bill Clinton, quien gobernó en este estado durante dos legislaturas. Clinton abandonó su puesto en 1992, al convertirse en presidente de los Estados Unidos, cargo para el que fue reelegido en 1996.

## Geografía física
Desde el punto de vista geomorfológico, el territorio de Arkansas puede dividirse en dos grandes regiones naturales: las tierras altas del oeste, que cubren la región de Ouachita y la meseta de Ozark; y las tierras bajas, que abarcan la llanura aluvial del Misisipi y la llanura costera del golfo de México. Al noroeste de esta llanura se eleva la cordillera de Crowley, una formación de loes (sedimentos eólicos) que forma una sierra de 150 m de altura media y 20 km de anchura. La llanura costera del golfo de México comienza al sur de Little Rock y se eleva casi imperceptiblemente hasta alcanzar una altura media de 90 metros. Gran parte de la riqueza agropecuaria de Arkansas se localiza en esta llanura costera, rica en pastos.
Las tierras altas, Ouchita y la meseta de Ozark, contrastan con el resto del territorio descrito anteriormente, al tratarse de una unidad que se eleva 850 m s. n. m. El punto más alto del estado, el monte Magazine (860 m), se halla en esta zona. Las tierras altas son una región boscosa, con población escasa y dispersa. En la meseta de Ozark, una altiplanicie erosionada situada al norte del valle de Arkansas, destacan los montes Boston, colinas de 600 m s. n. m. que la erosión del viento ha dividido en secciones escalonadas y que luego han formado superficies escarpadas.
El río Misisipi, que marca la frontera este del estado, es el principal receptor de las aguas de la mayoría de las corrientes fluviales que drenan el territorio de Arkansas: los ríos Little Red, Ouachita, Arkansas y Saint Francis. Asimismo, cuenta con numerosos lagos, la mayor parte de ellos obras de ingeniería construidas en la región del norte a partir de 1940.
El clima de Arkansas es suave, pues los vientos del sur impiden los inviernos excesivamente fríos, si bien en la zona meridional las temperaturas son notablemente más altas que en el norte (donde en ocasiones se han registrado temperaturas por debajo de los -17 °C). Así, las temperaturas medias en invierno son de 2 °C, y de 27 °C en verano. Las precipitaciones medias anuales (raramente en forma de nieve) se sitúan en torno a 1200 mm, concentradas entre los meses de mayo y diciembre ya que las tormentas de verano son escasas y el otoño es generalmente una estación seca, lo cual beneficia en gran medida las actividades agrícolas.

### Principales ríos de Arkansas

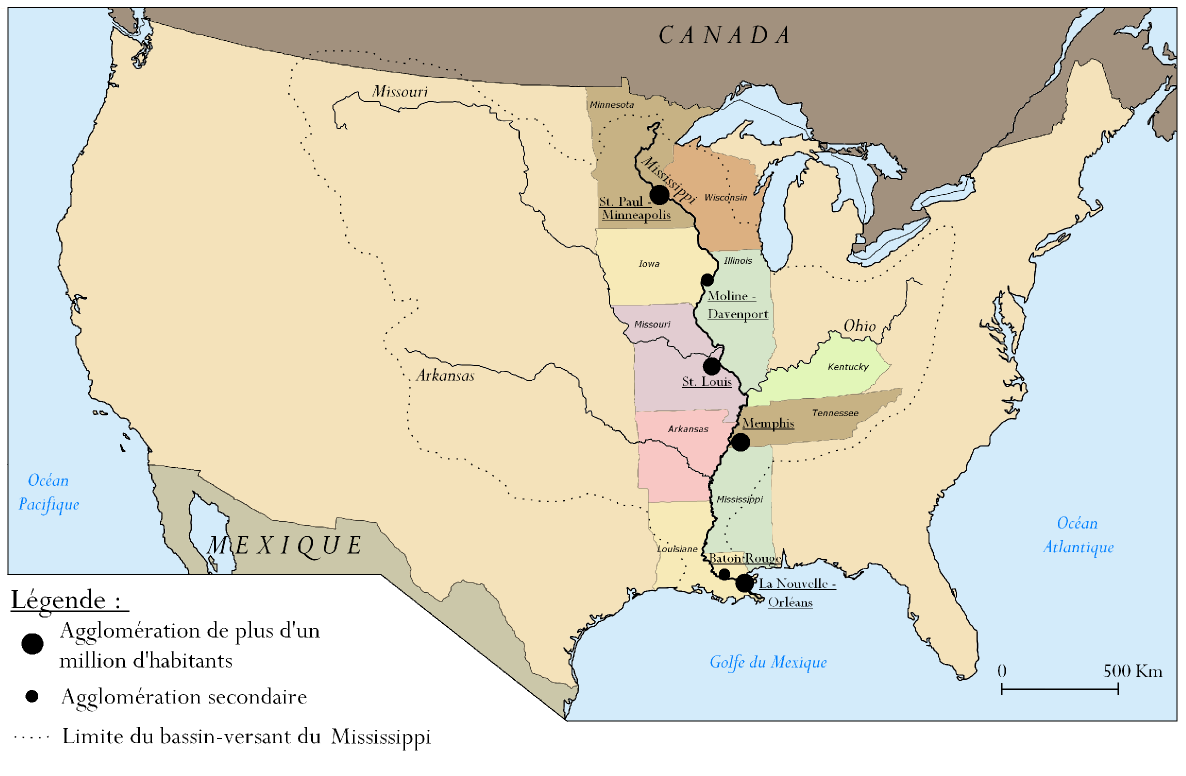
La frontera este de Arkansas —con Tennessee y Misisipi— la marca el río Misisipi
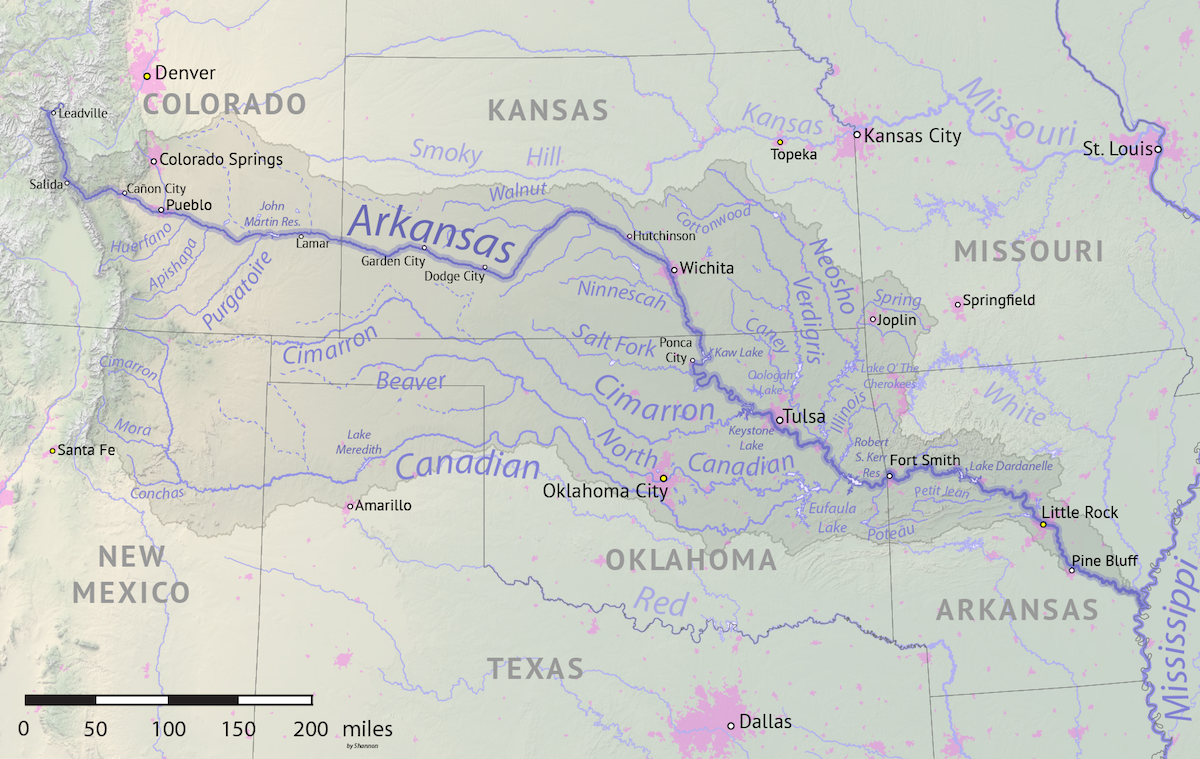
El curso bajo del río Arkansas fluye por Arkansas antes de desaguar en el Misisipi
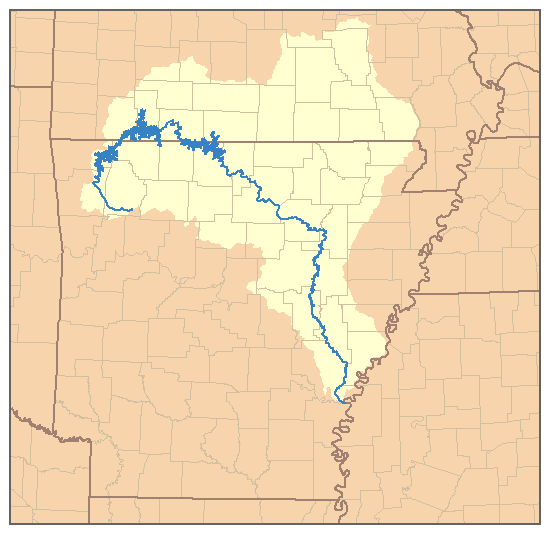
El río Blanco fluye casi íntegramente por Arkansas, desaguando en el Misisipi
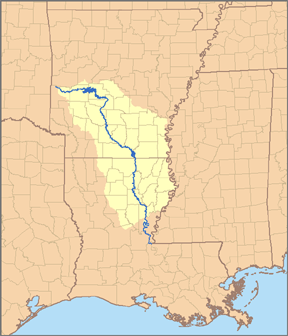
El río Ouachita nace en Arkansas y fluye en dirección sur, hacia Luisiana
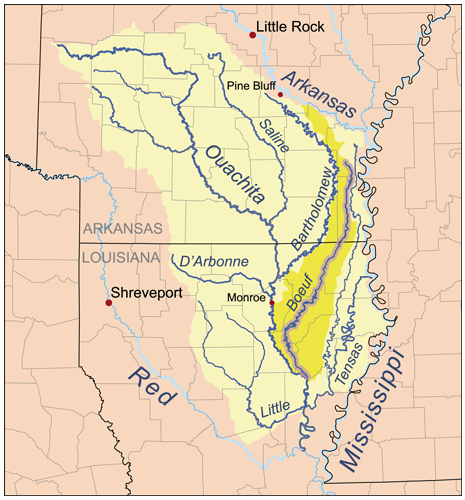
Cuenca del río Ouachita; en amarillo, el río Boeuf, uno de sus afluentes
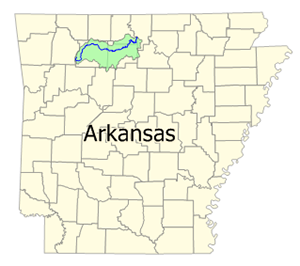
Cuenca del río Buffalo

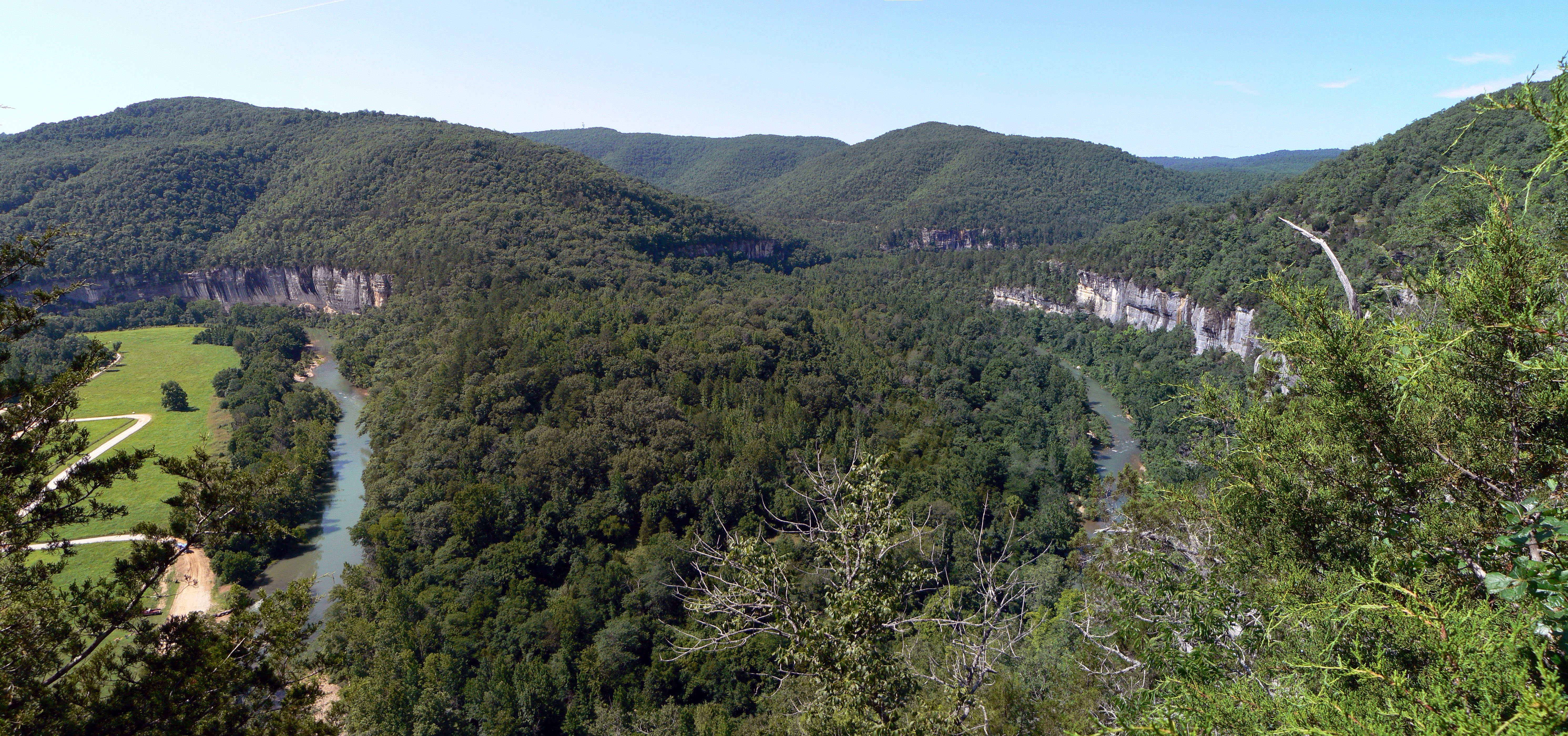
Recodo del río Buffalo en la meseta de Ozark
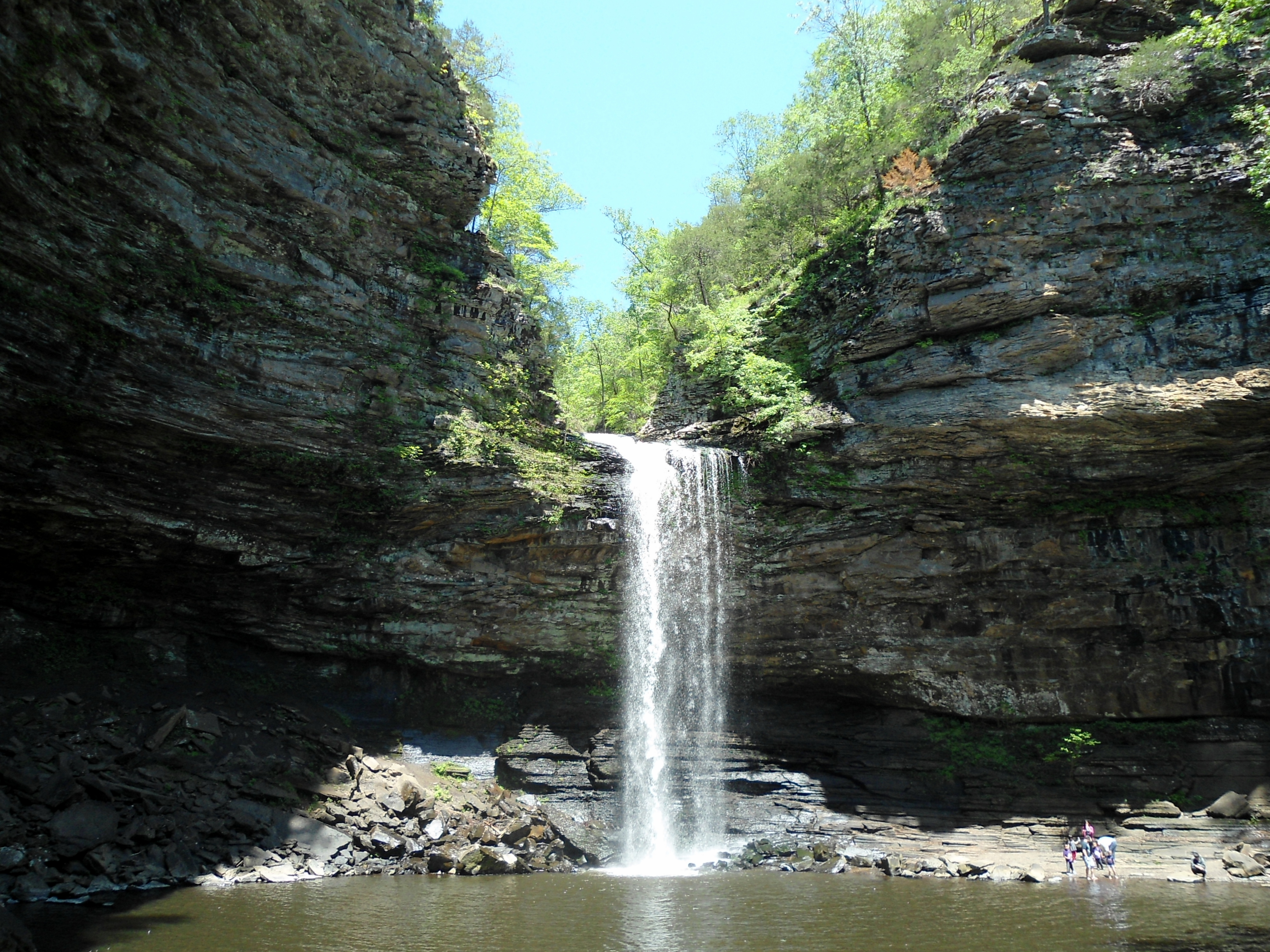
Cataratas Cedar en el Parque estatal Petit Jean
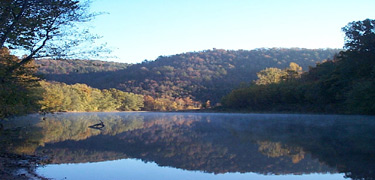
El río Buffalo es uno de los atractivos que dan al estado su sobrenombre de The Natural State
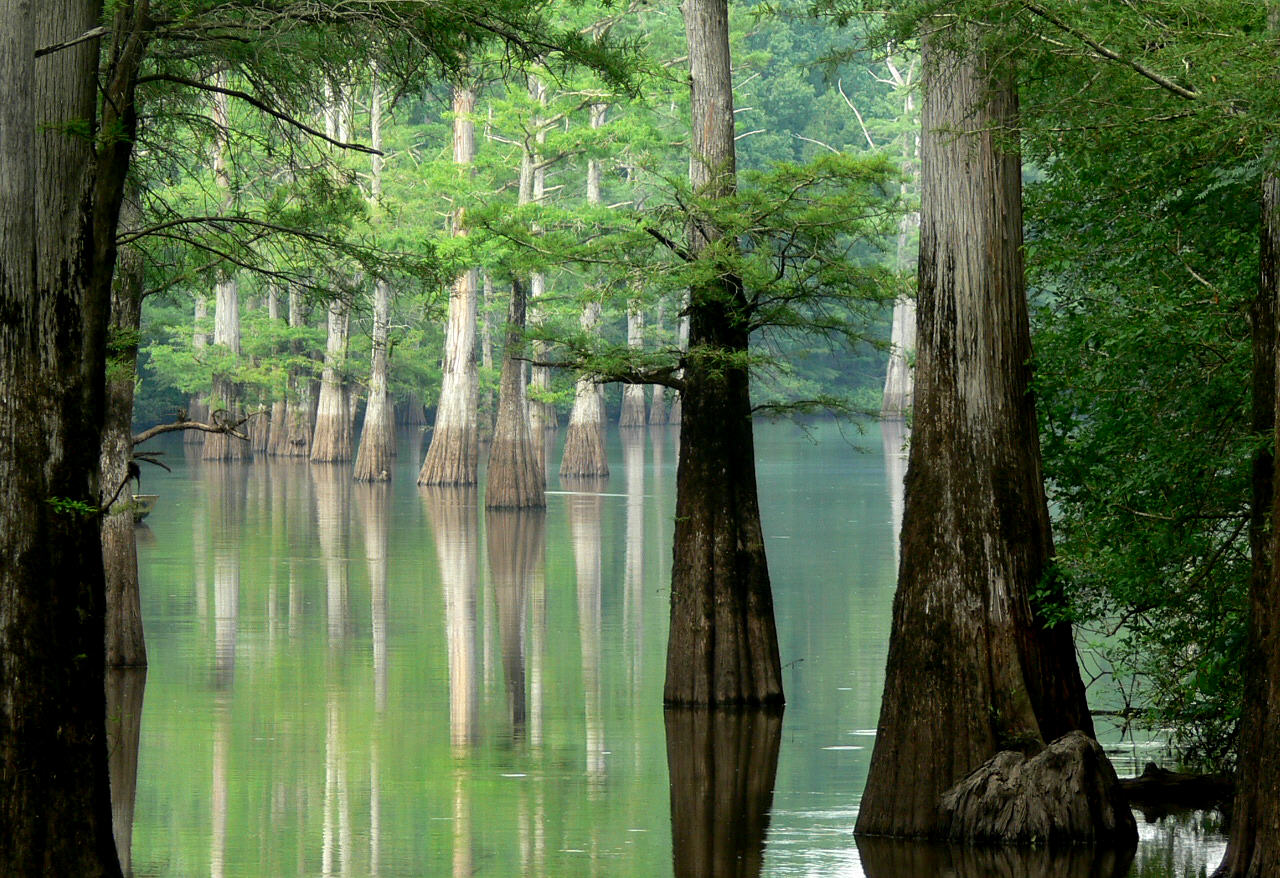
El río Blanco en el este de Arkansas
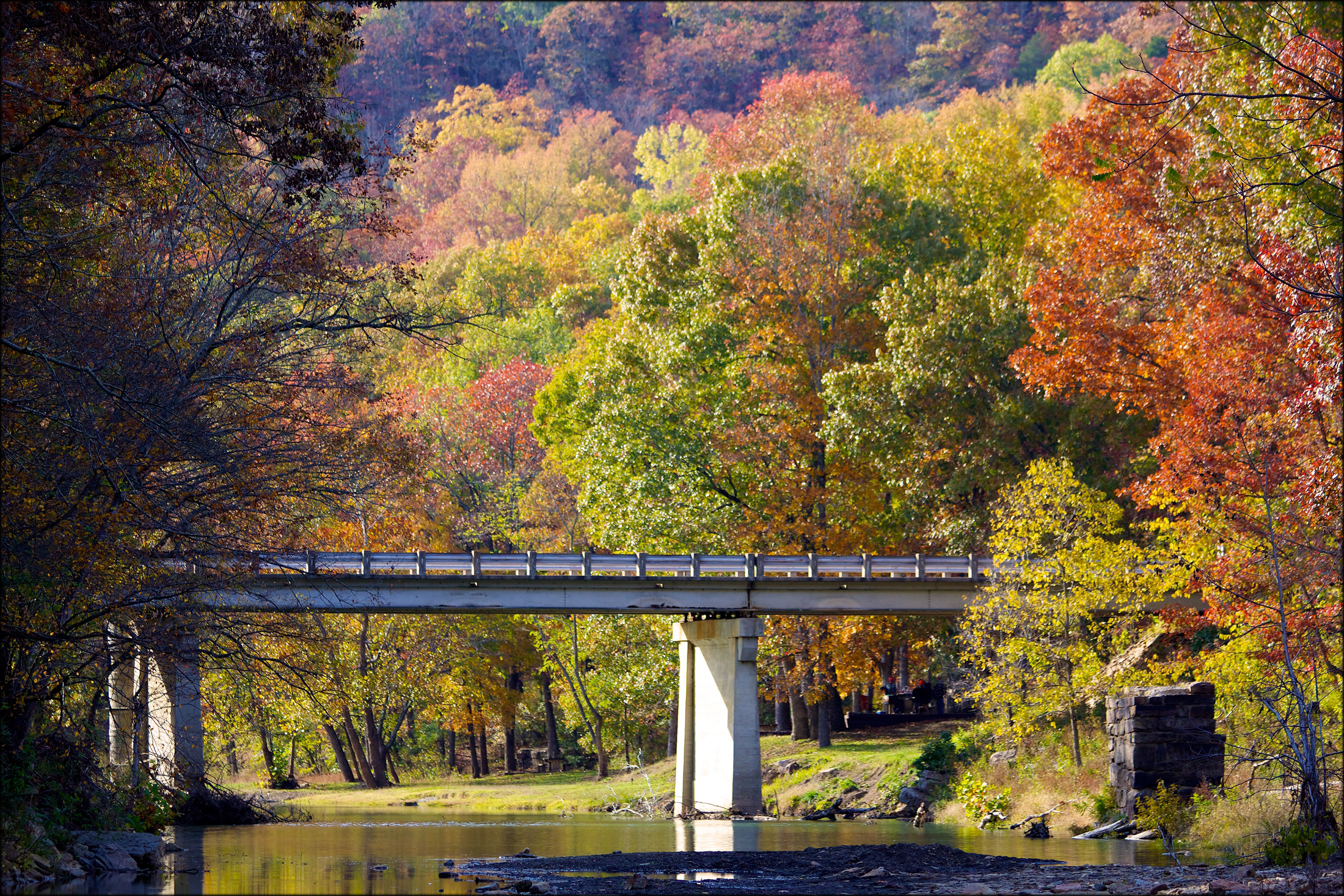
El Parque estatal Devil's Den en el condado de Washington
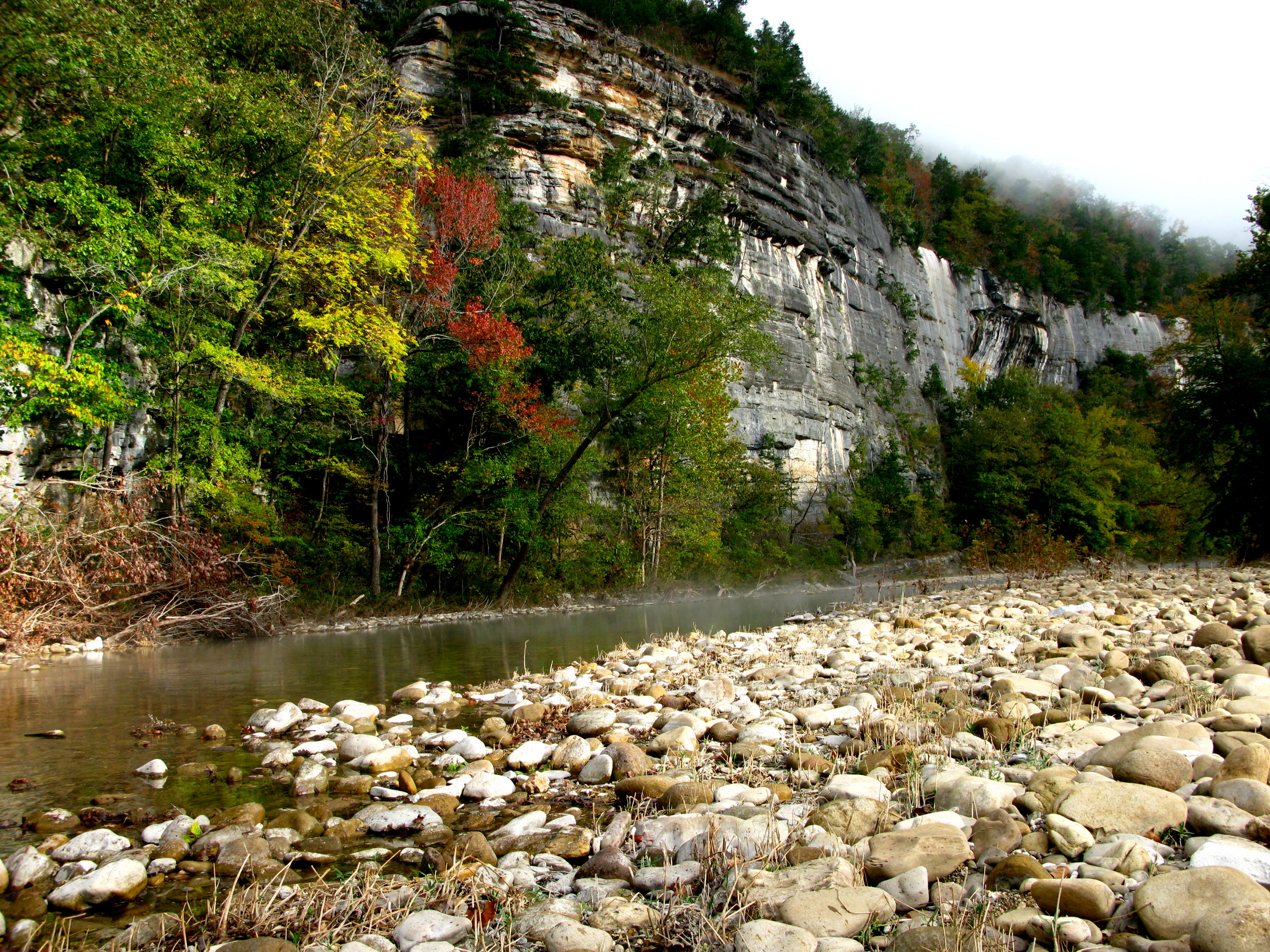
Vista del río Buffalo

## Condados
El estado de Arkansas está organizado territorialmente en 75 condados.
A continuación se enlistan los condados de Arkansas ordenados alfabéticamente:
- Arkansas
- Ashley
- Baxter
- Benton
- Boone
- Bradley
- Calhoun
- Carroll
- Chicot
- Clark
- Clay
- Cleburne
- Cleveland
- Columbia
- Conway
- Craighead
- Crawford
- Crittenden
- Cross
- Dallas
- Desha
- Drew
- Faulkner
- Franklin
- Fulton
- Garland
- Grant
- Greene
- Hempstead
- Hot Spring
- Howard
- Independence
- Izard
- Jackson
- Jefferson
- Johnson
- Lafayette
- Lawrence
- Lee
- Lincoln
- Little River
- Logan
- Lonoke
- Madison
- Marion
- Miller
- Mississippi
- Monroe
- Montgomery
- Nevada
- Newton
- Ouachita
- Perry
- Phillips
- Pike
- Poinsett
- Polk
- Pope
- Prairie
- Pulaski
- Randolph
- Saint Francis
- Saline
- Scott
- Searcy
- Sebastian
- Sevier
- Sharp
- Stone
- Union
- Van Buren
- Washington
- White
- Woodruff
- Yell

## Demografía

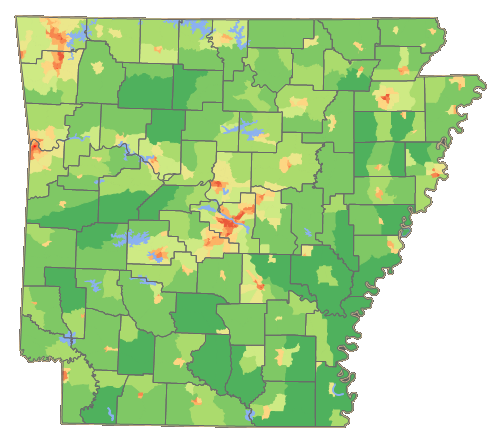
Mapa de la densidad demográfica de Arkansas. Las áreas en rojo muestran mayor concentración de personas.

De acuerdo con los datos de Oficina del Censo de los Estados Unidos, la población estimada de Arkansas fue de 2 949 132 habitantes al 1 de julio de 2012, un incremento de 1,1 % desde el censo de 2010. La población urbana de este estado se cifra en el 48,3 % (1996), muy por debajo del nivel nacional (79,9 %). El 25,8 % de los residentes de Arkansas son menores de 18 años, y el 14,3 % han cumplido los 65 años. El índice de mortalidad infantil es de 0,93 %, muy por encima del índice de los Estados Unidos, lo que le convierte en el tercer estado con mayor mortalidad en la población menor de un año.

### Localidades importantes

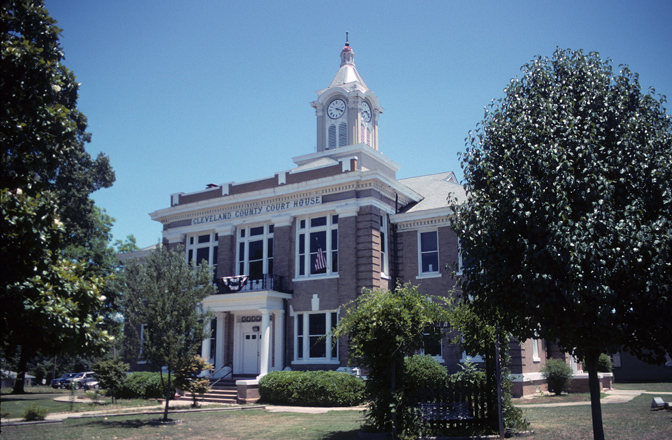
Palacio de Justicia del Condado de Cleveland en Rison.

Little Rock ha sido la ciudad capital de Arkansas desde que sustituyó a Arkansas Post como la capital del Territorio de Arkansas. La capital del estado se trasladó a Hot Springs y más tarde a Washington durante la Guerra Civil, cuando los ejércitos de la Unión amenazaron a la ciudad en 1862 y el gobierno estatal no volvió a Little Rock hasta después de terminada la guerra. Hoy en día, el área metropolitana de Little Rock-North Little Rock-Conway es la más grande del estado, con una población de 709 910 en 2011.
El área metropolitana de Fayetteville-Springdale-Rogers es la segunda más grande de Arkansas, creciendo a un ritmo más rápido debido a la afluencia de las empresas y el crecimiento de la Universidad de Arkansas. El estado cuenta con ocho ciudades con una población superior a 50 000 (basado en el censo de 2010).

### Composición étnica
| Raza y etnia                              | Alone | Alone | Total | Total |
| ----------------------------------------- | ----- | ----- | ----- | ----- |
| Blanco no hispano                         | 68.5% | 68.5  | 73.2% | 73.2  |
| Negros                                    | 14.9% | 14.9  | 16.2% | 16.2  |
| Hispanios o Latinos                       | —     |       | 8.5%  | 8.5   |
| Asiáticos                                 | 1.7%  | 1.7   | 2.2%  | 2.2   |
| Nativos                                   | 0.7%  | 0.7   | 3.4%  | 3.4   |
| Estadounidenses de las islas del Pacífico | 0.5%  | 0.5   | 0.6%  | 0.6   |
| Otro                                      | 0.3%  | 0.3   | 1.1%  | 1.1   |

En cuanto a la raza y el origen étnico, el estado se compone por un 80,1 % de blancos (74,2 % blancos no hispanos), el 15,6 % de negros, el 0,9 % de amerindios y nativos de Alaska, 1,3 % de asiáticos, y un 1,8 % a partir de dos o más razas. Los hispanos o latinos de cualquier raza componen el 6,6 % de la población.
En 2011, el 39,0 % de la población menor de 1 año de Arkansas era perteneciente a alguna minoría étnica.

### Educación
La primera escuela pública se abrió en Arkansas en 1868. Hoy en día, aproximadamente medio millón de estudiantes están matriculados en los niveles de enseñanza obligatoria (la escolarización mínima está fijada hasta los 15 años).
Arkansas cuenta con treinta y cuatro instituciones de enseñanza superior, de los cuales diez son públicas. La primera universidad de Arkansas, La Universidad de los Ozarks, fue fundada en Cane Hill (en la actualidad se ubica en Clarksville), en 1834. La más importante de todas, la Universidad de Arkansas, fue fundada en 1871 y hoy cuenta con campus en Fayetteville, Little Rock, Monticello y Pine Bluff. Otras universidades destacadas son: el Arkansas College, fundado en 1872 y con sede en Batesville; la Universidad Estatal de Arkansas; el Arkansas Baptist College, creado en 1884 en Little Rock; la Universidad Harding, en Searcy; la Universidad Estatal Henderson, de Arkadelphia y el Hendrix College, en Conway.

### Religión
Arkansas, como la mayoría de los estados del Sur, forma parte del Bible Belt y es predominantemente protestante. Las afiliaciones religiosas de los habitantes son las siguientes:
- Cristianos: 2,394,222
  - Protestantes: 2,151,770
  - Católicos: 242,452
- Sin religión: 545,519
- Otras religiones: 90,919

Las denominaciones más grandes por el número de fieles en el 2000 fueron la Convención bautista del Sur con 665 307; la Iglesia metodista unida con 179 383; la Iglesia católica con 115 967; y la American Baptist Association con 115 916.

## Economía

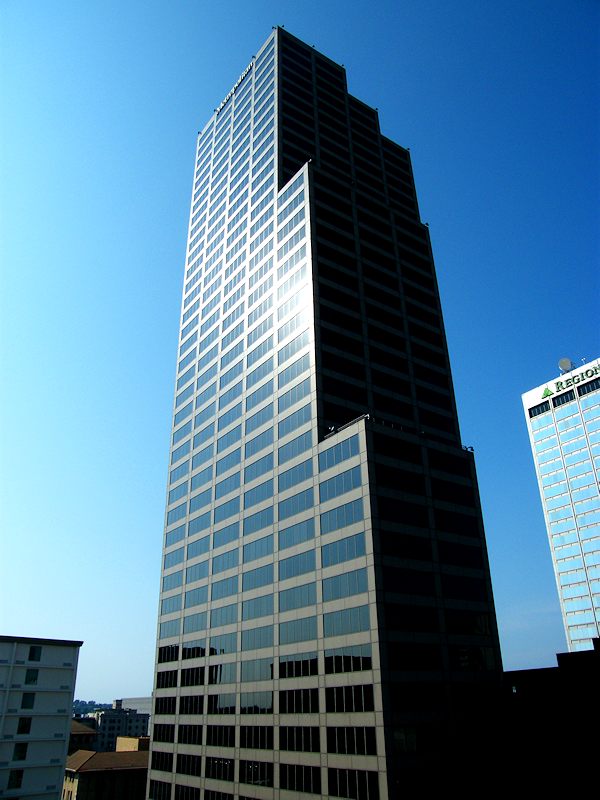
La torre Simmons en Little Rock es el edificio más alto del estado.

Las actividades más importantes de Arkansas son la industria, el comercio, las actividades agropecuarias y la minería. Los sectores que emplean a más personas son, por este orden, los servicios, el comercio y la industria. En términos de producto interior bruto (PIB), este estado experimenta un crecimiento del 4,6% anual (1995-1996). El mayor incremento en el PIB se ha producido en el sector agropecuario (9,1%), mientras el sector menos dinámico ha sido el de la construcción (4,9%).
El 40% de la tierra de Arkansas son granjas, con un tamaño medio de 117 hectáreas. La tercera parte de la producción de estas explotaciones se dedican al cultivo, sobre todo de arroz (el mayor productor de Estados Unidos) y de algodón (el sexto mayor productor del país), aunque también producen soja, trigo y sorgo. Arkansas es uno de los máximos productores en el país de pollos, pavos y huevos, y tiene una significativa cabaña de ganado vacuno. Sus piscifactorías, donde se producen sobre todo barbos y carpas, aportan fuertes ingresos al estado.
Arkansas cuenta con una superficie boscosa que ocupa la mitad de su territorio, y que se explota en gran medida para la producción maderera, sobre todo de maderas blandas (ocupa el décimo puesto como mayor productor de madera en los EE. UU.).
Sus recursos mineros más importantes son el gas natural y el bromo, además de contar con la única mina de diamantes de los Estados Unidos
Sus industrias más destacadas son las de procesamiento de productos alimenticios (sobre todo arroz), equipos electrónicos, tratamiento de madera y producción de papel y derivados.
Con una fuerza laboral de 1,21 millones de personas, su nivel de paro es bajo, ya que Arkansas tiene una tasa de desempleo de 4,9% (1998). Los ingresos medios anuales per cápita son de 18.053 dólares (1998), y por unidad familiar de 27.665 dólares, unos 11 000 dólares por debajo de la media nacional, lo que le convierte en el estado con menores ingresos medios por familia en los Estados Unidos Pese a ello, el índice de población que vive por debajo del índice de pobreza es de un 14,8%, lo que le sitúa en el duodécimo estado con mayor número de pobres oficiales. Pese a estos resultados, la situación ha mejorado durante la última década ya que en 1990, Arkansas ocupaba el cuarto puesto de los Estados Unidos, cuando casi el 20% de los residentes de Arkansas vivían por debajo del este índice de marginalidad.

## Cultura

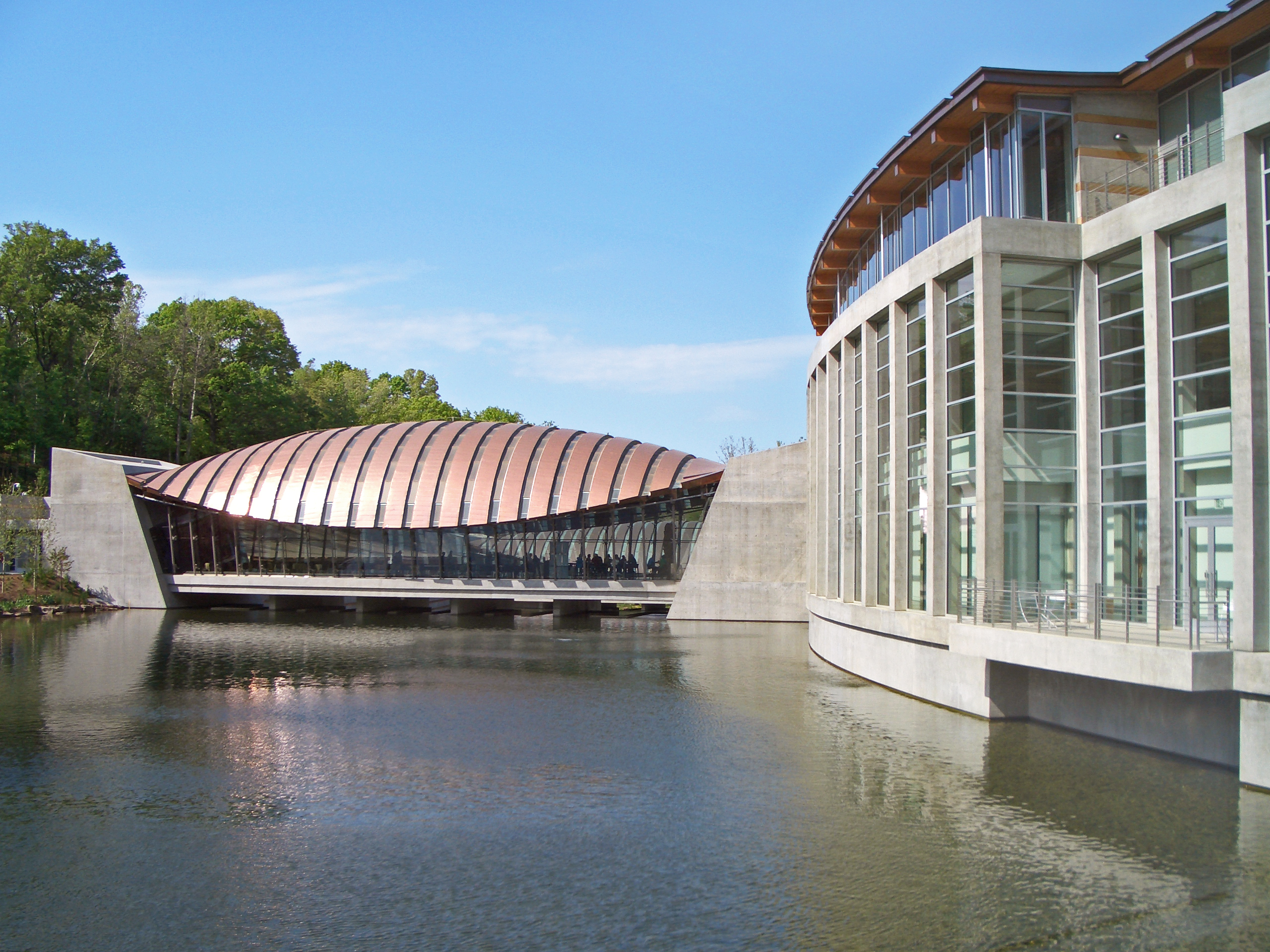
El Museo Crystal Bridges, en Bentonville.

Los museos más sobresalientes de Arkansas son el Arkansas Arts Center (localizado en una magnífica mansión de antes de la Guerra Civil), el Arkansas Territorial Museum y el Old State House State History Museum, todos ellos en Little Rock; el University of Arkansas Museum, en Fayetteville; el Southeast Arkansas Arts and Science Center, en Pine Bluff y el Arkansas State University Museum, de Jonesboro.
Entre los lugares de interés histórico y cultural hay que mencionar La Ciudad de la Montaña 1890, una localidad restaurada en Bull Shoals. La conservación de esta ciudad se enmarca en el interés por preservar y difundir las manifestaciones culturales y artísticas de las comunidades que habitaron en la región de Ozarks. En dicha Ciudad de la Montaña se organizan exhibiciones de música y danza, talleres y muestras de cerámica, joyería, cestería y talla en madera. Otros lugares de interés en Arkansas son el Fort Smith National Historic Site, un parque y museo que contiene un fuerte de 1817 y el Arkansas Post National Memorial, donde se conserva los restos del primer asentamiento francés en la cuenca baja del Misisipi.
Las instituciones artísticas más importantes de este estado son la Orquesta Sinfónica de Arkansas, el Teatro del Centro de Arte de los Niños de Arkansas, el Teatro de la Ópera de Arkansas y el Teatro de Repertorio de Arkansas, todos ellos con sede en la capital, Little Rock.
Este estado tiene una gran tradición periodística ya que el Arkansas Gazette, publicado desde 1819 en Little Rock, es el periódico más antiguo que vio la luz al oeste del río Misisipi.
Mark Twain escribió varias obras inspiradas en Arkansas, entre las que destaca Vida en el Misisipi (1883) y Las aventuras de Huckleberry Finn (1884), libro que refleja el dialecto utilizado por los negros y blancos pobres de esta zona sur de los Estados Unidos.

### Deporte
El principal equipo deportivo del estado son los Arkansas Razorbacks, que compiten a nivel universitario en la Southeastern Conference. En fútbol americano han ganado cuatro Cotton Bowl, un Sugar Bowl y un Orange Bowl. En tanto, los Arkansas State Red Wolves juegan en la Sun Belt Conference.
Arkansas albergó un torneo de golf del PGA Tour desde 1955 hasta 1963, y el LPGA Tour desde 2007. En tanto, los Arkansas RimRockers disputaron la NBA D-League entre 2004 y 2007.
Entre los deportistas destacados de Arkansas se encuentran los beisbolistas Dizzy Dean y Bill Dickey, el baloncestista Scottie Pippen y el piloto de automovilismo Mark Martin.